# Streckad enmalmätare
Streckad enmalmätare, Eupithecia pusillata är en fjärilsart som beskrevs av Michael Denis och Ignaz Schiffermüller, 1775. Streckad enmalmätare ingår i släktet Eupithecia och familjen mätare, Geometridae. Arten är reproducerande i Sverige. Två underarter finns listade i Catalogue of Life, Eupithecia pusillata interruptofasciata Packard, 1873 och Eupithecia pusillata scoriata Staudinger, 1857.

## Bildgalleri

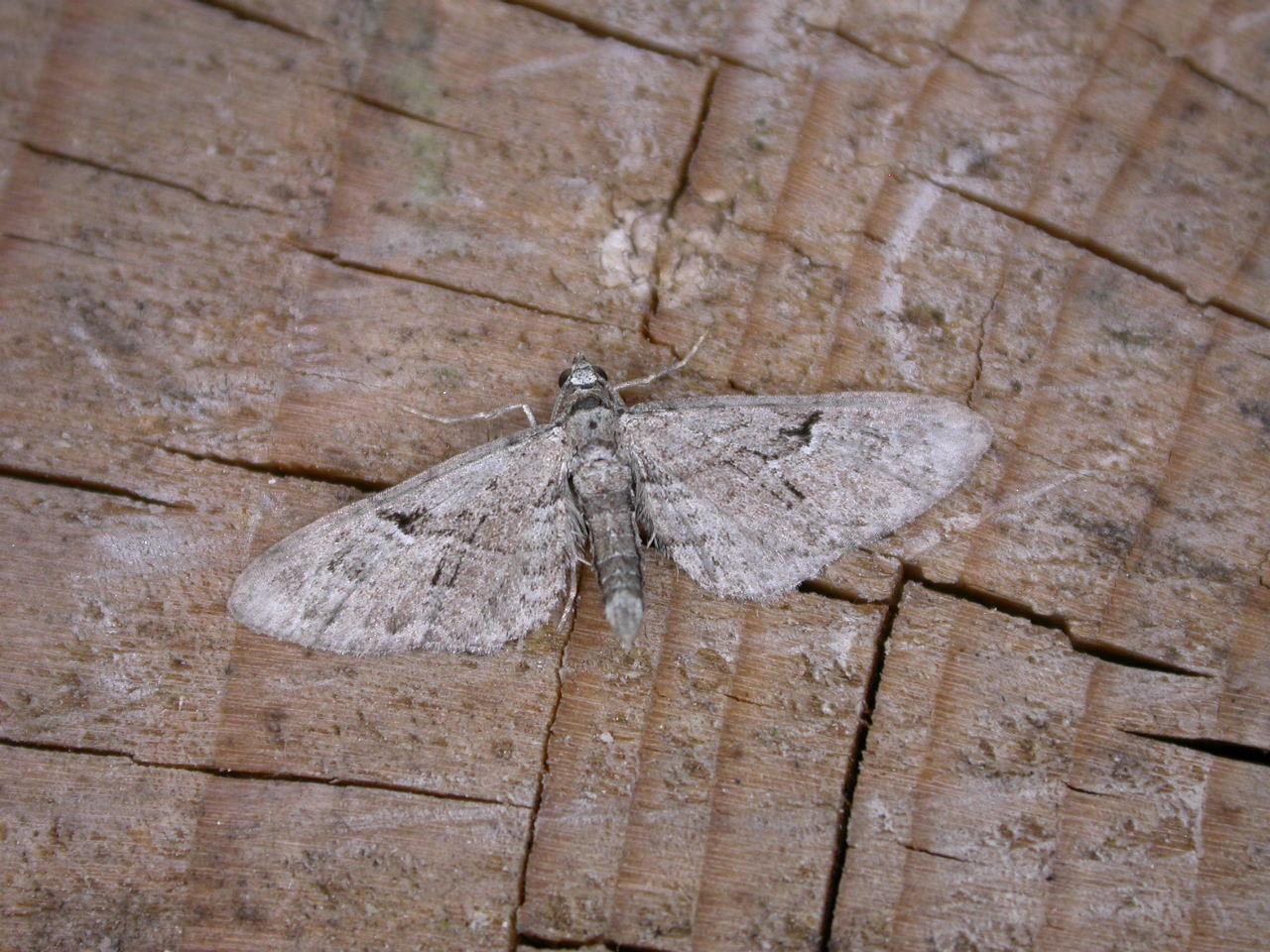
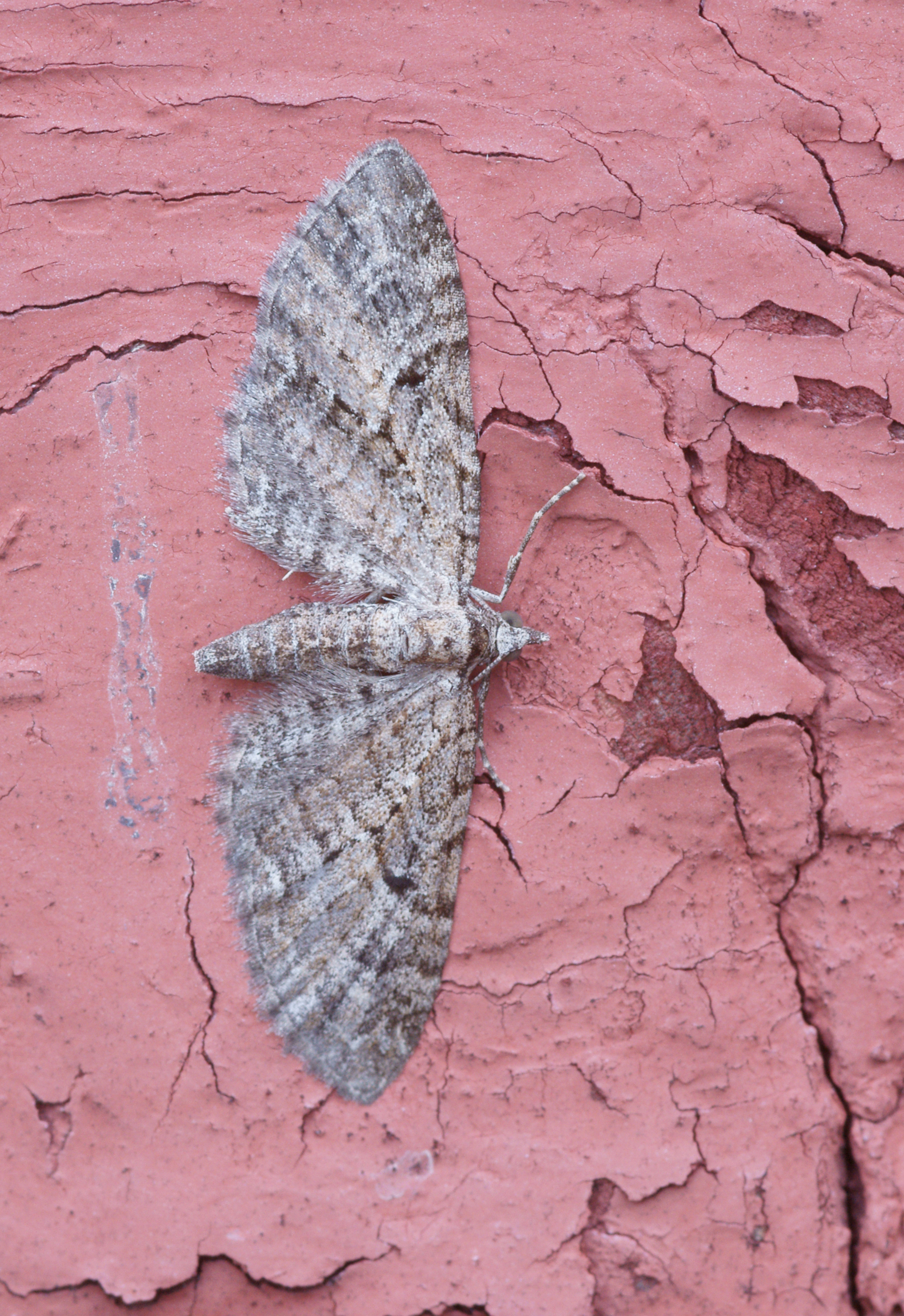
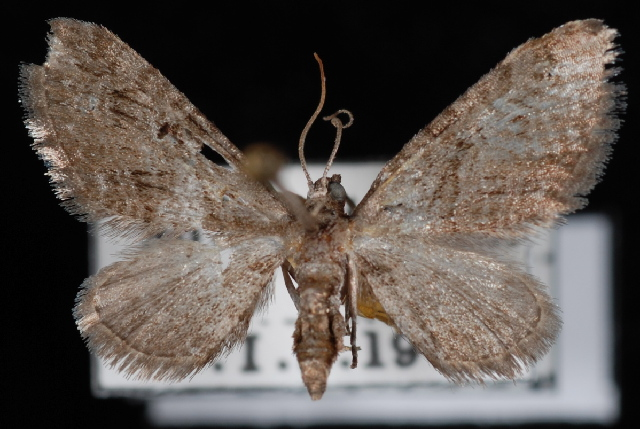